# Flamengo (Rio de Janeiro)
Pour les articles homonymes, voir Flamengo.

Flamengo est un quartier de la zone sud de la ville de Rio de Janeiro, au Brésil. Le quartier possède une plage et un parc du même nom.

## Présentation
Le nom de Flamengo est un hommage au navigateur hollandais Olivier van Noort, considéré à tort comme flamand. Au cours du XVIIIe siècle, van Noort tenta d'envahir la ville de Rio de Janeiro à bord de son navire appelé Urca. C'est ainsi que naquirent deux quartiers de la ville de Rio de Janeiro : Flamengo,  et Urca.
Flamengo est avant tout un quartier noble de la ville, principalement habité par des classes aisées et sa plage est relativement peu fréquentée par les touristes comparée à Copacabana ou Ipanema.
Le quartier Flamengo est également reconnu pour son club de football, le Clube de Regatas do Flamengo, populaire sur l'ensemble du territoire et vitrine du football brésilien dans les années 1980.